# Proton (programa)

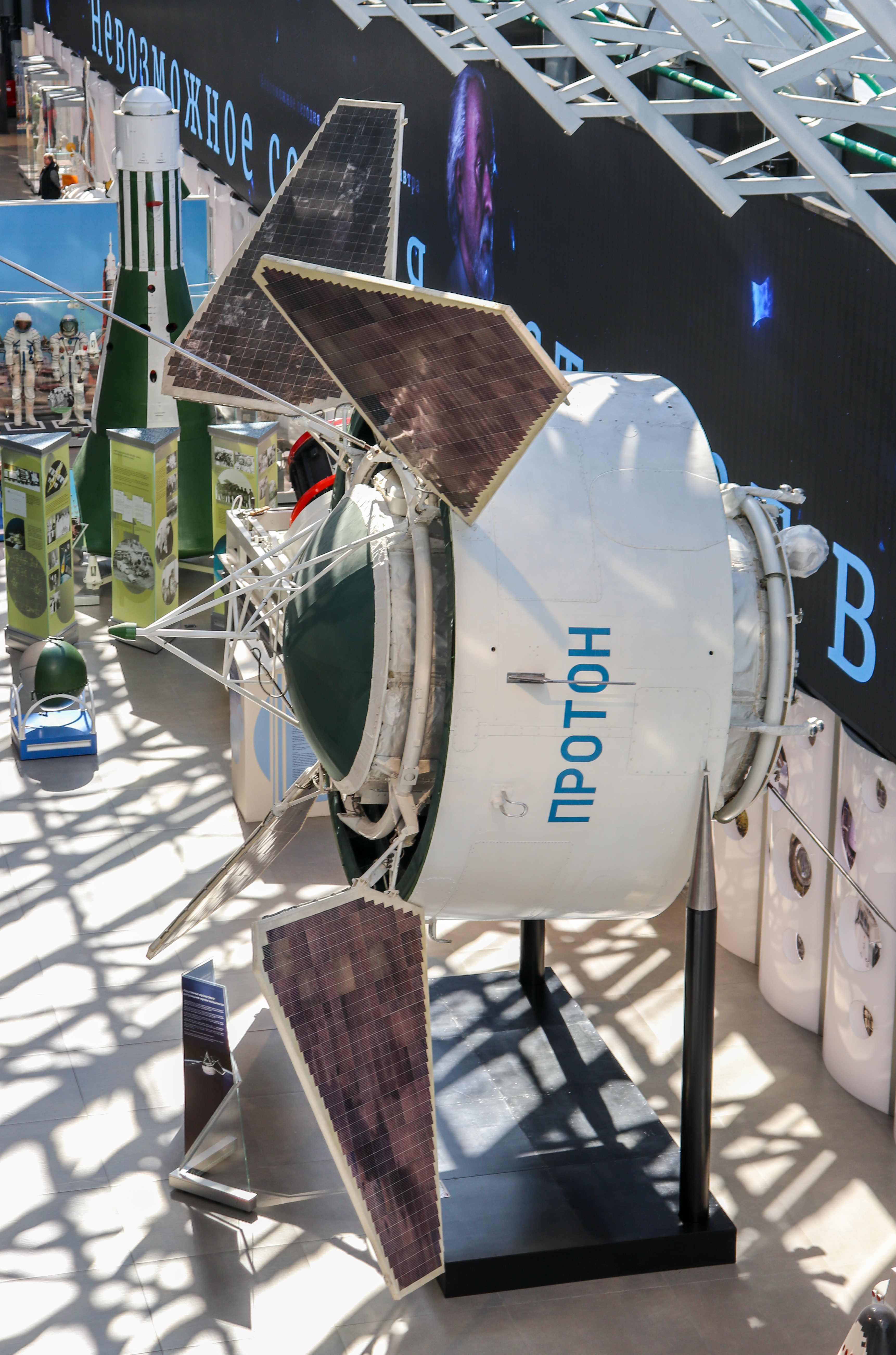
A plataforma Proton de satélites.

Proton foi a designação de um conjunto de satélites científicos relacionados à medição de raios-cósmicos da União Soviética. Quatro satélites desse tipo foram construídos e lançados entre 1965 e 1968.
O satélite foi desenvolvido pela NPO Mashinostroyeniya usando a plataforma N-4 e pesava 8.300 kg, sendo 3.500 kg de carga útil. O último deles, foi o Proton 4, lançado em 16 de Novembro de 1968 por um foguete Proton-K permanecendo em órbita por 250 dias. Foi por conta dos satélites "Proton" que o foguete lançador recebeu esse nome, pois foi a sua missão de estreia.  

## Cronologia
A sequência de lançamentos foi aseguinte:
- Proton 1 - 16 de Julho de 1965 as 11:16 GMT
- Proton 2 - 2 de Novembro de 1965 as 12:28 GMT
- N-4 s/n 3 - 24 de Março de 1966 as 21:00 GMT (houve falha no lançamento e não recebeu a designação "Proton")
- Proton 3 - 6 de Julho de 1966 as 12:57 GMT
- Proton 4 - 16 de Novembro de 1968 as 11:40 GMT